# Hamadan
Hamadān (in curdo Hemedan‎; in persiano همدان‎, ma anche Hamadhān, in persiano ﻫﻤﺬﺍﻥ‎) - in persiano antico Haŋgmetana e ʾΑγβάτανα (Agbàtana), ossia Ecbatana, in Erodoto - è una città dell'Iran di circa 675.000 abitanti e capoluogo della provincia e dello shahrestān omonimo.

## La città
La città è situata sui versanti nord-orientali dei monti Zagros, ai piedi del monte Alvand (3.574 m), e si trova a un'altitudine di 1.850 m s.l.m..

È ritenuta la più antica città dell'Iran; alcuni scavi hanno portato alla luce le rovine dell'antica Ecbatana e vi si trova il mausoleo di Avicenna e la tomba della mitica regina biblica Ester e di Mordechai nonché il mausoleo selgiuchide del Gonbad-e-Alaviyan (torre di Gonbad-e Kavus).
È possibile che essa sia stata occupata dagli Assiri verso il 1100 a.C. Lo storico greco Erodoto afferma che la città era la capitale dei Medi intorno al 700 a.C. 
(Robert Byron, La via per l'Oxiana)

## Galleria d'immagini

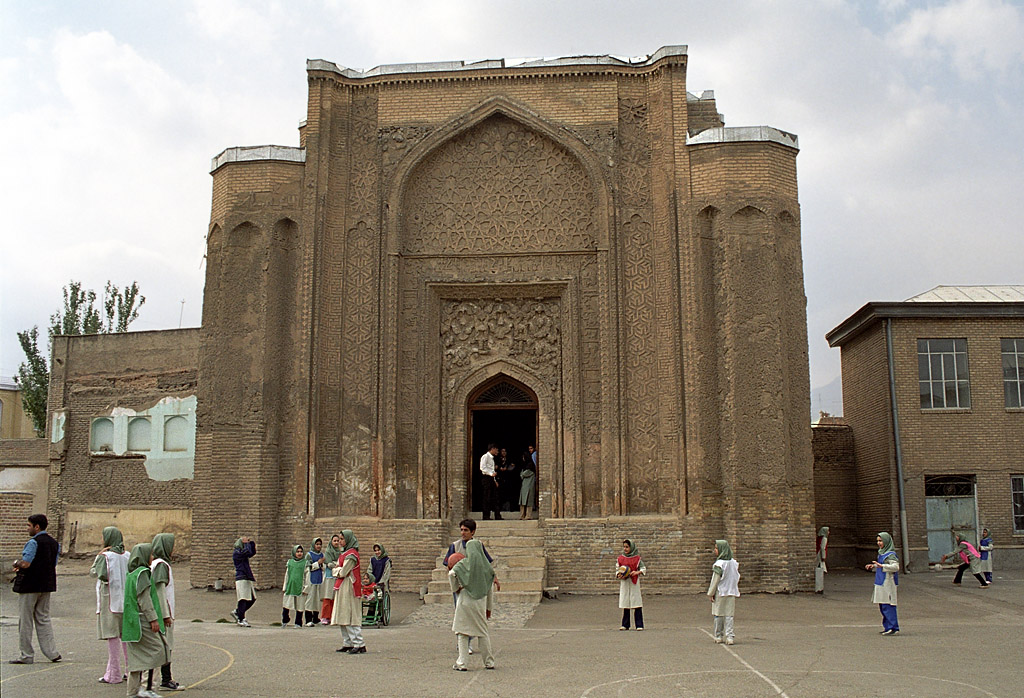
Il mausoleo
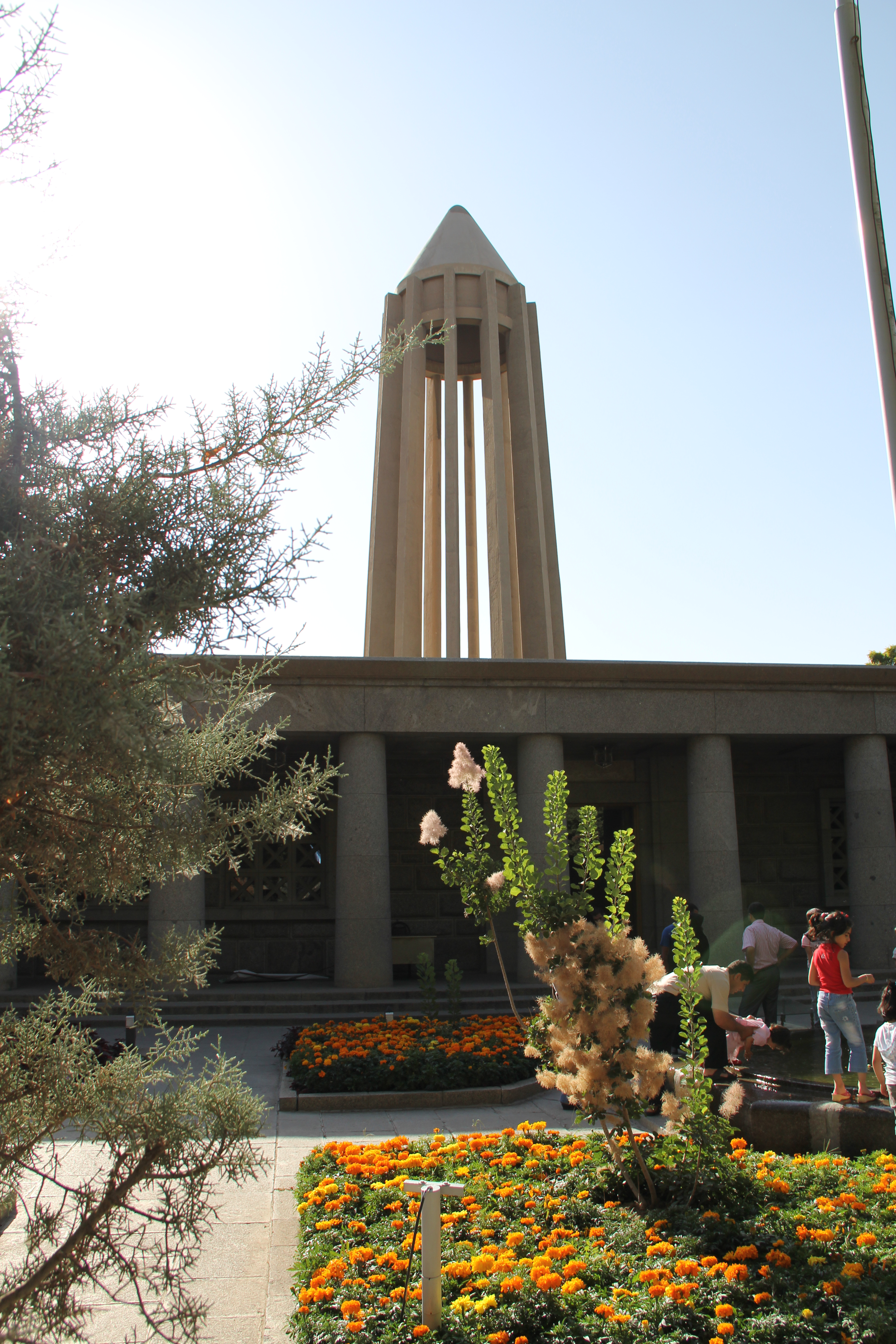
Moderno monumento funebre di Avicenna.
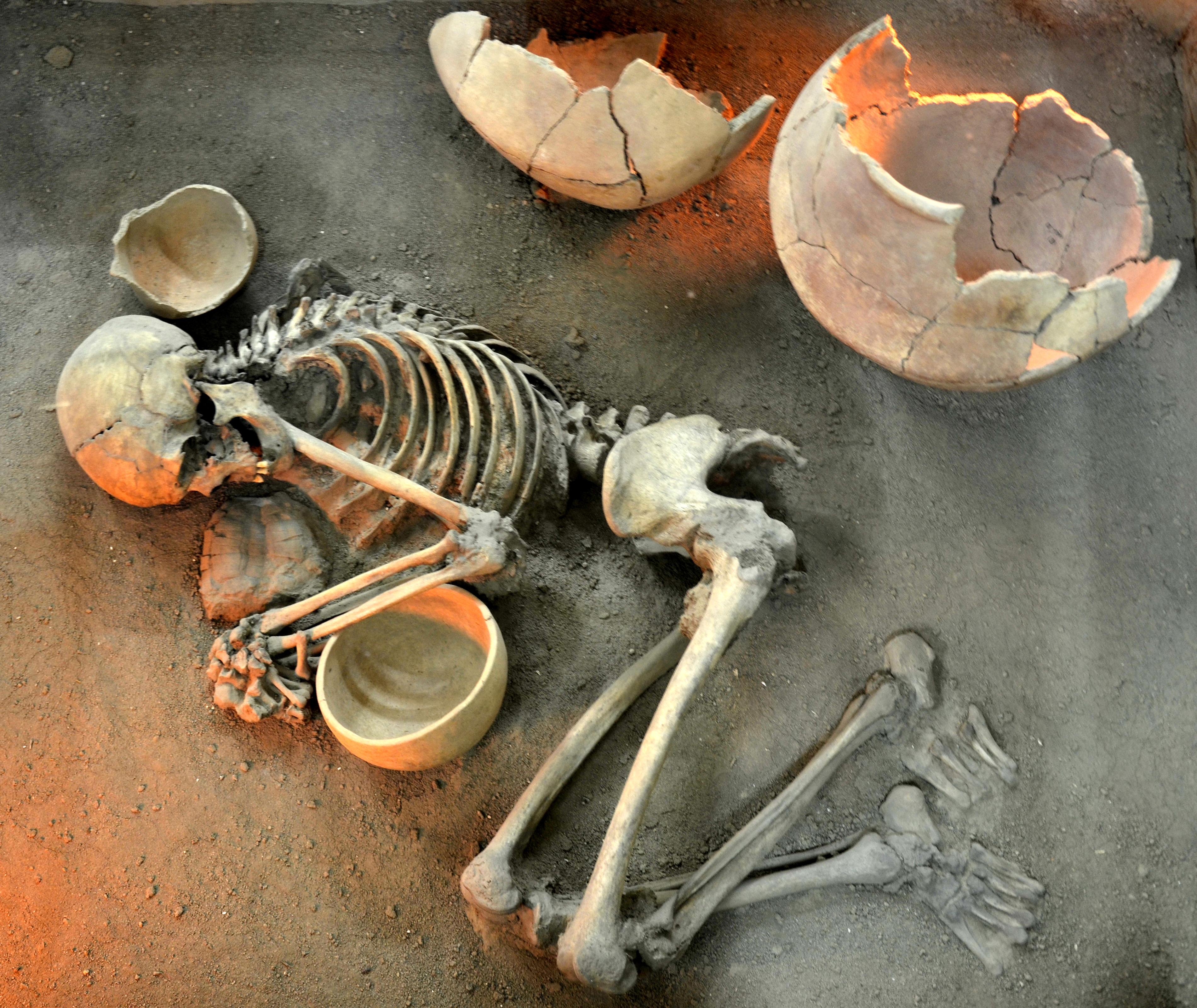
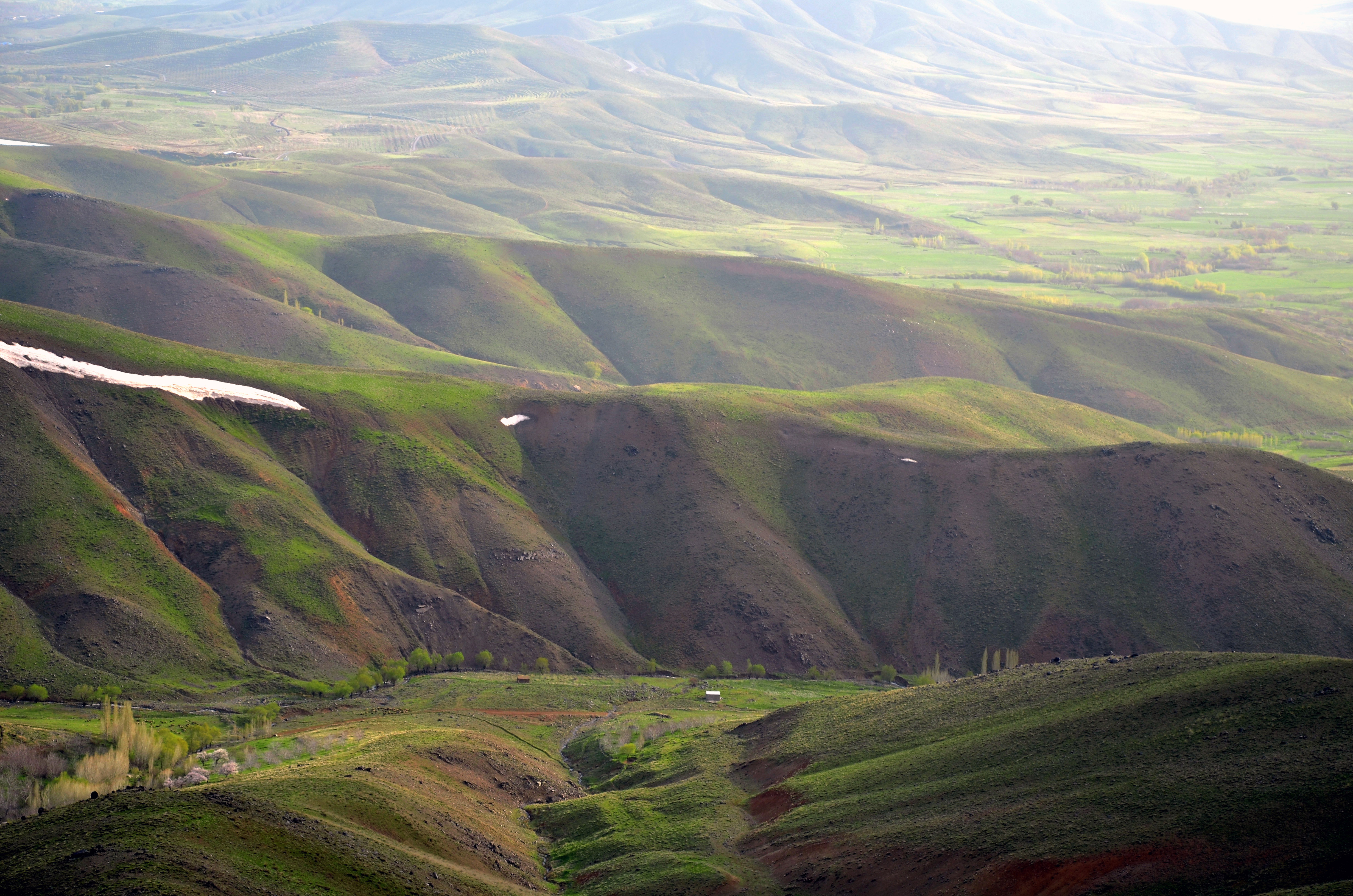
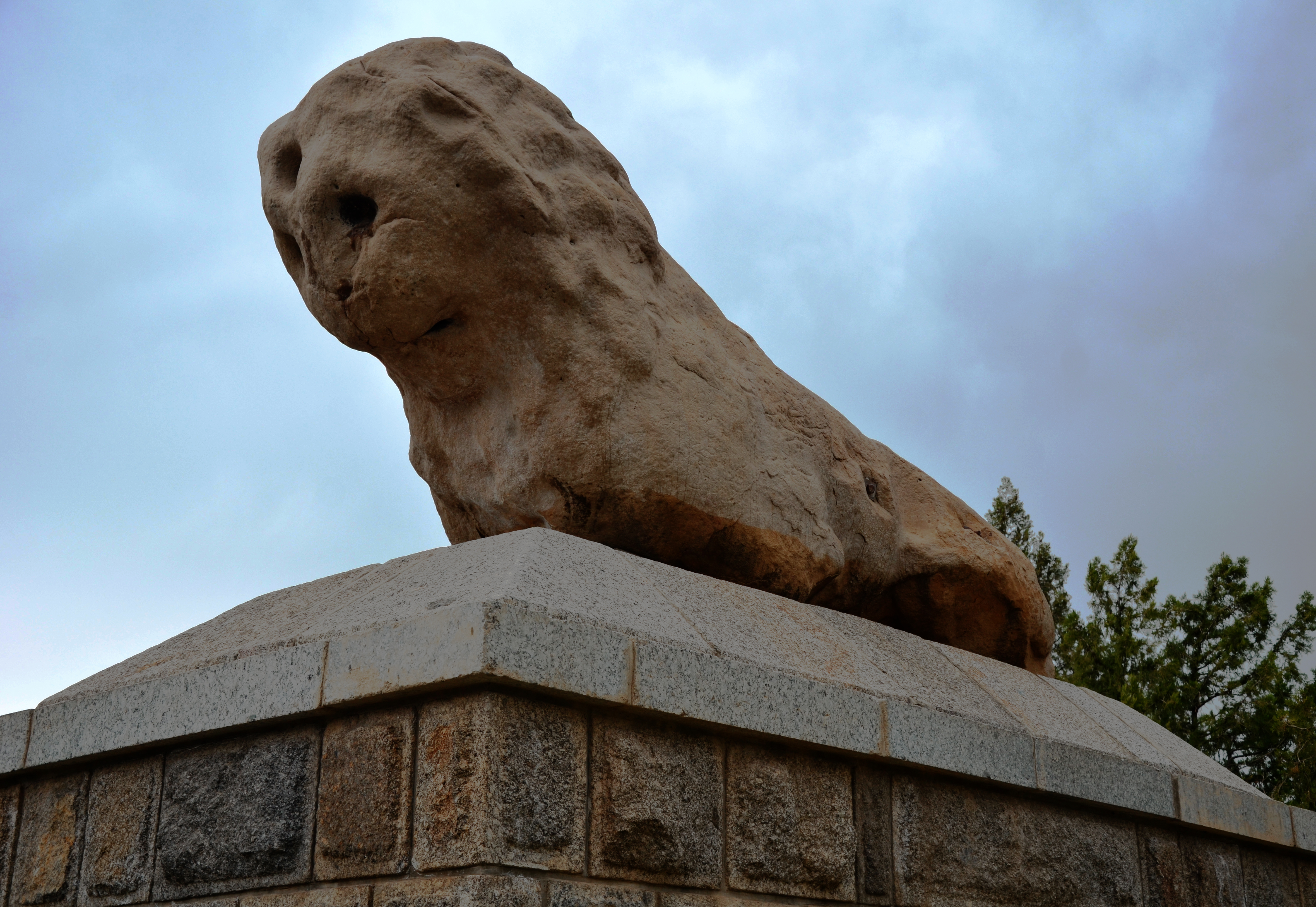
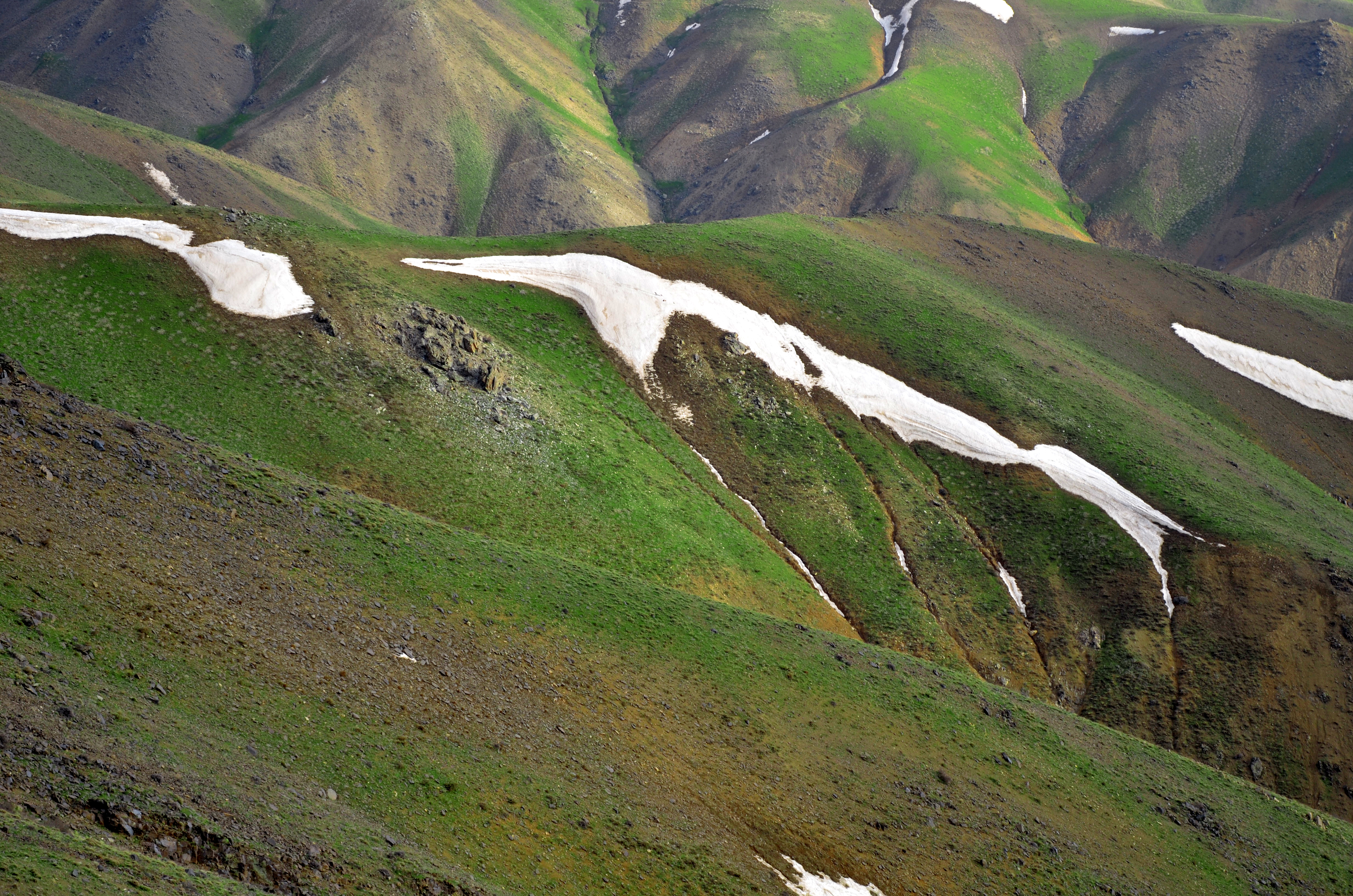
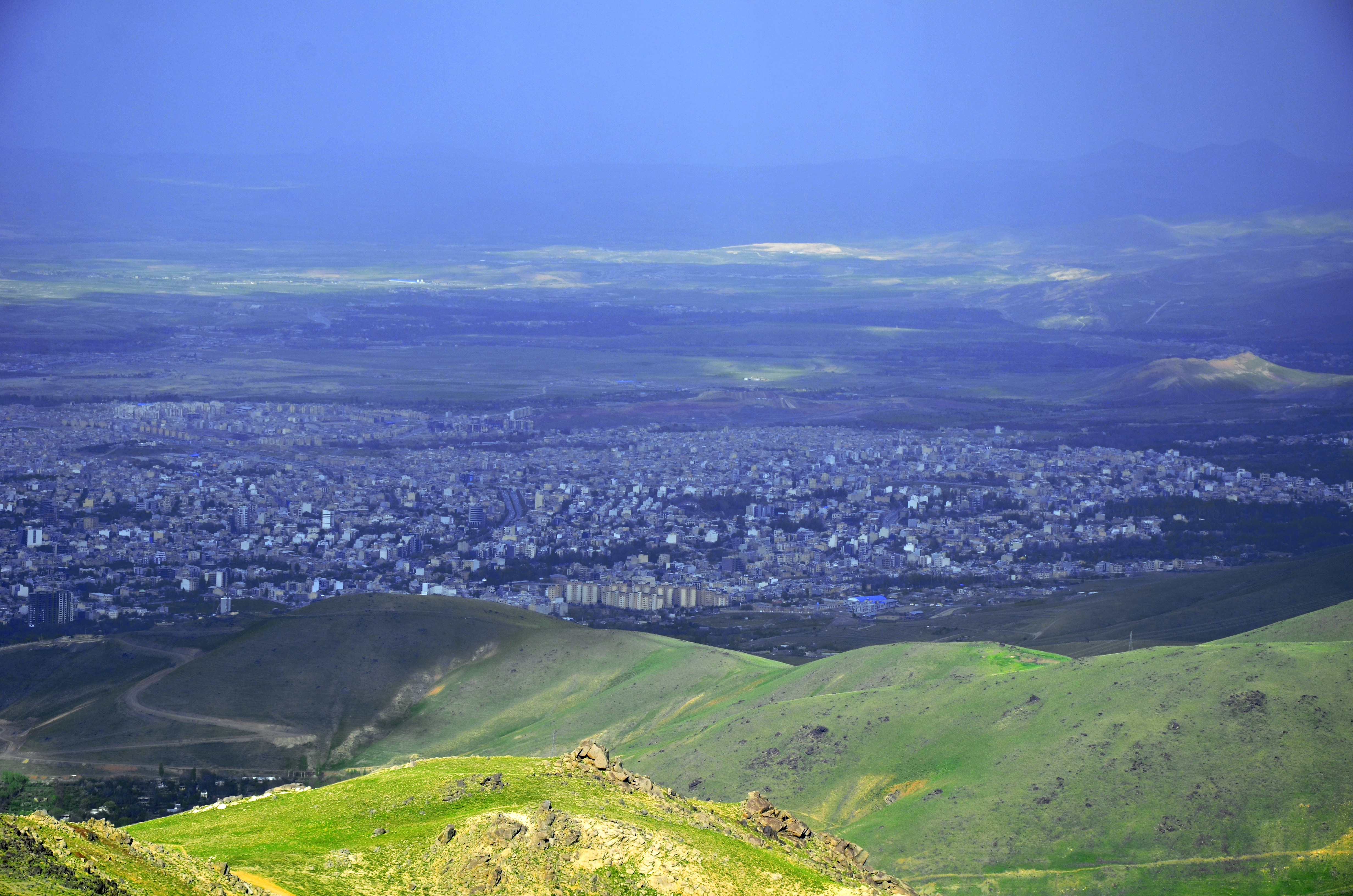
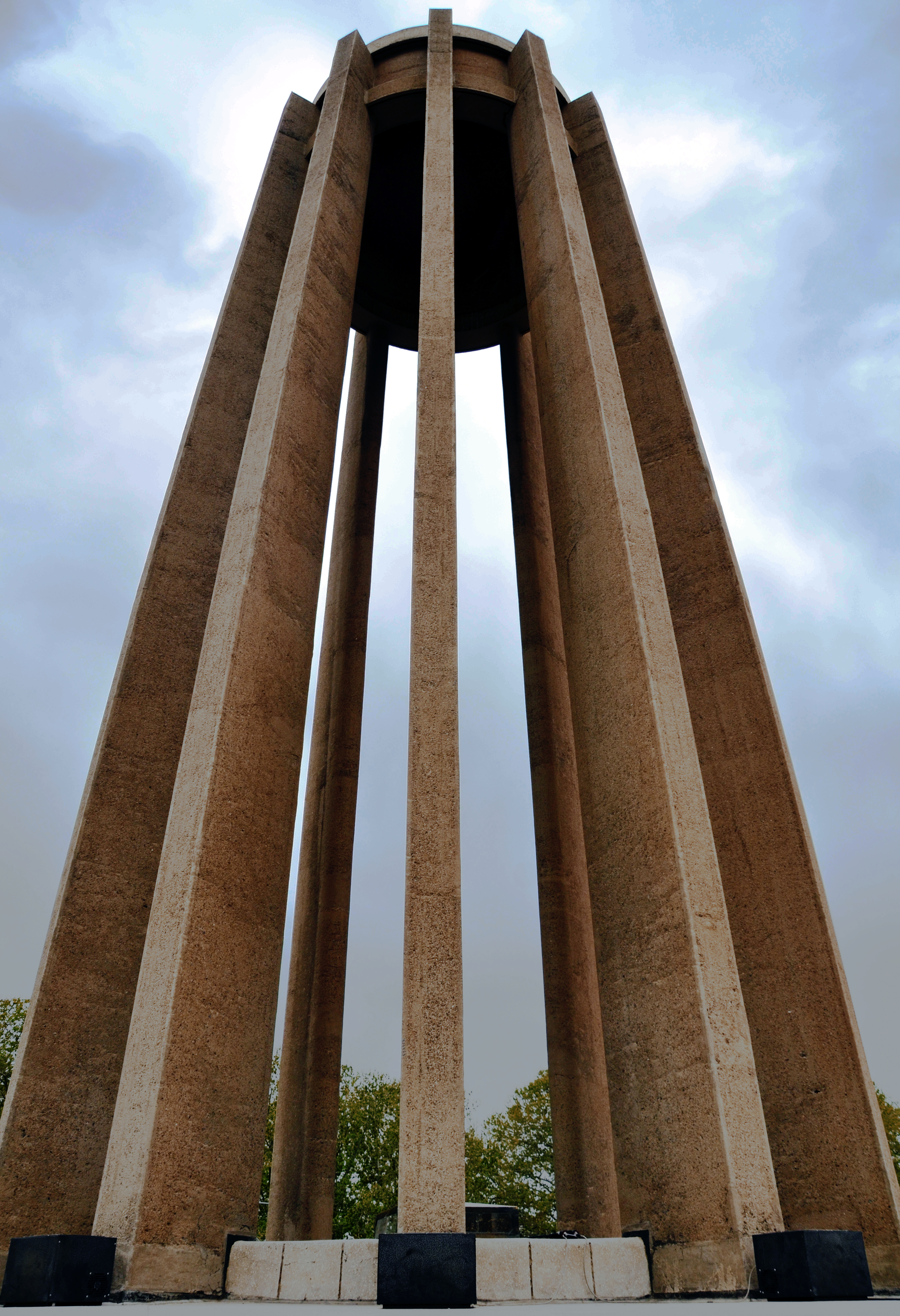
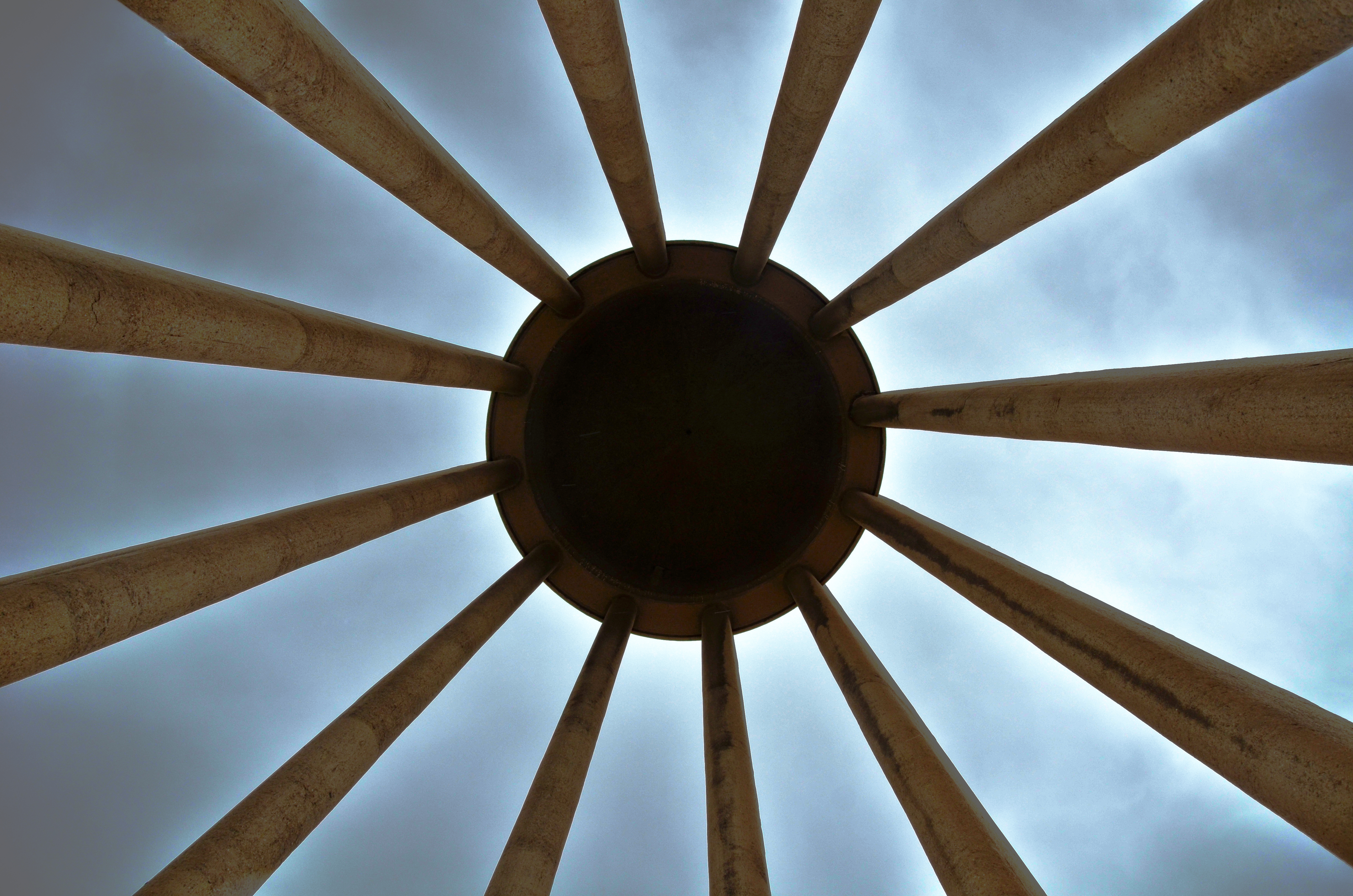
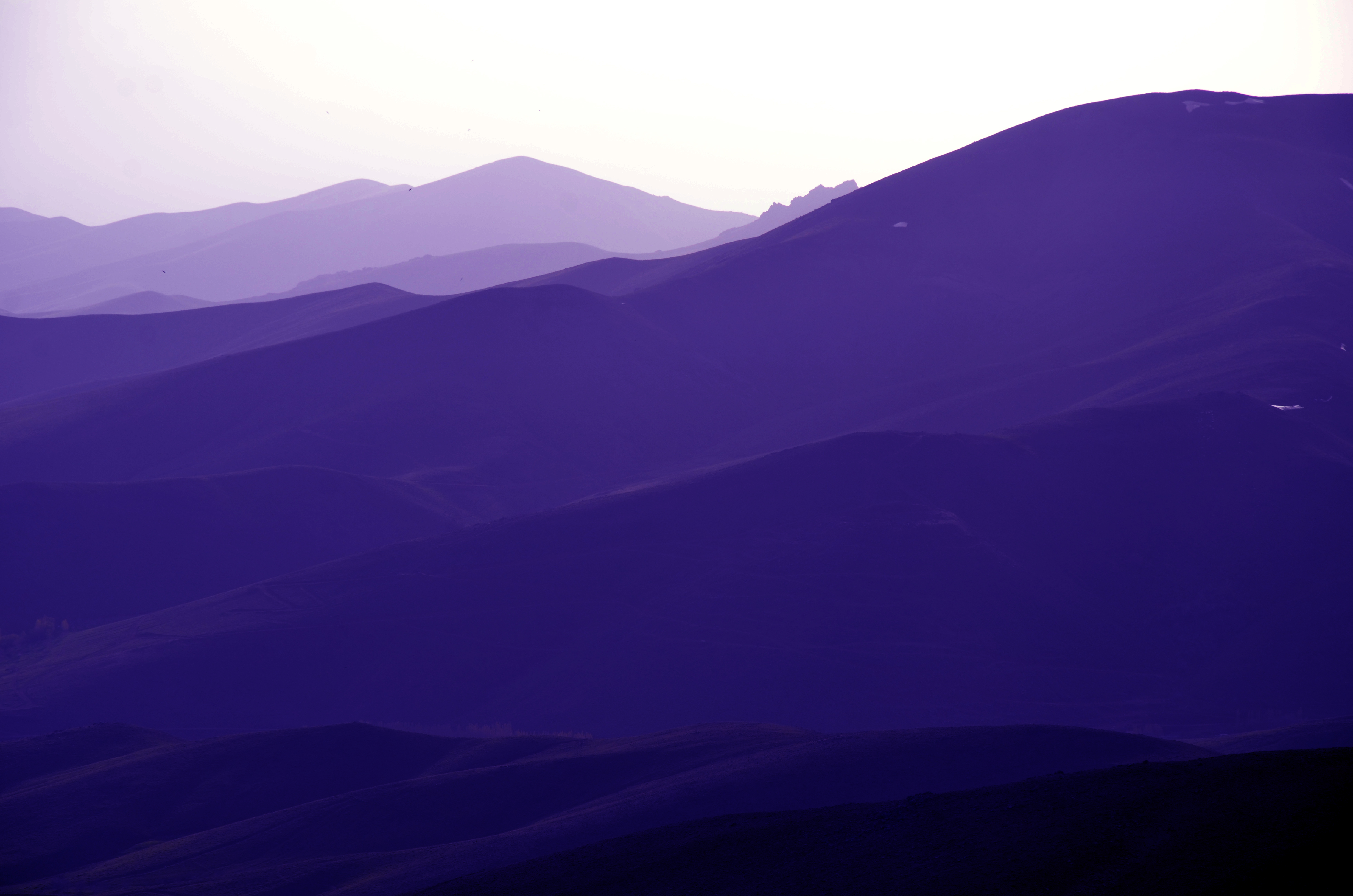